# Список об'єктів Світової спадщини ЮНЕСКО в Португалії

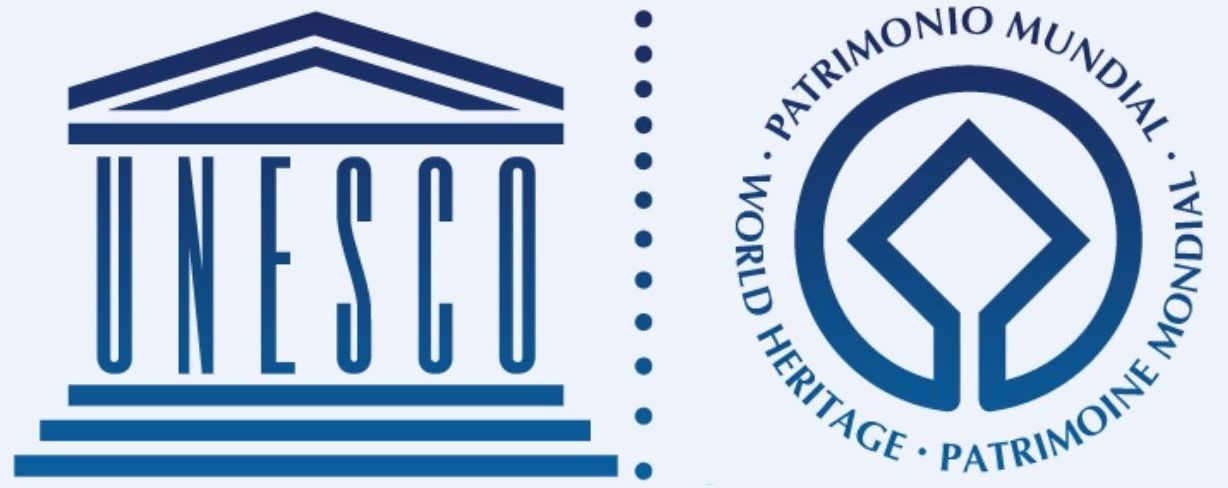
Емблема проєкту Світова спадщина ЮНЕСКО

У списку об'єктів Світової спадщини ЮНЕСКО в Португальській Республіці станом на 2018 рік налічується 15 найменувань об'єктів, що становить 1,4 % загального числа (1073 на 2017 рік). 14 об'єктів включено до списку за культурними критеріями, причому 3 з них визнані шедеврами людського генія (критерій i), а останній об'єкт включений за природними критеріями і визнаний видатним зразком біологічних процесів, що відбуваються в еволюції і розвитку земних екосистем, а також рослинних і тваринних співтовариств (критерій ix). Крім цього, станом на 2017 рік, ще кілька об'єктів, що розташовані на території Португальської Республіки, перебувають серед кандидатів на включення до списку всесвітньої спадщини.

## Історія
Португальська Республіка ратифікувала Конвенцію про охорону всесвітньої культурної і природної спадщини 30 вересня 1980 року. Перші чотири об'єкти, що перебувають на території Португалії, занесені в список в 1983 році на 7-й сесії Комітету всесвітньої спадщини ЮНЕСКО.

## Список найменувань об'єктів
У цій таблиці об'єкти розташовані в порядку їх додавання до списку Світової спадщини ЮНЕСКО, із зазначенням номера.
| №  | № ЮНЕСКО | Зображення | Назва | Розташування | Час створення          | Рік внесення до списку       | Критерії    |
| -- | -------- | ---------- | --- | --- | ---------------------- | ---------------------------- | ----------- |
| 1  | 206      |            | Центральна зона міста Ангра-ду-Ероїшму на Азорських островах (порт. Zona Central da cidade de Angra do Heroísmo nos Açores) | Азорський автономний регіон, місто Ангра-ду-Ероїшму 38°39′18″ пн. ш. 27°13′12″ зх. д. / 38.65500° пн. ш. 27.22000° зх. д.      | 1478                   | 1983                         | iv, vi      |
| 2  | 263      |            | Монастир єронімітів і башта Белен в Лісабоні (порт. Mosteiro dos Jerónimos e Torre de Belém em Lisboa) | Місто Лісабон 38°41′31″ пн. ш. 9°12′57″ зх. д. / 38.69194° пн. ш. 9.21583° зх. д.                                              | 1450, 1515—1521        | 1983 (незначні зміни в 2008) | iii, vi     |
| 3  | 264      |            | Батальський монастир | Округ Лейрія, місто Баталя 39°39′28″ пн. ш. 8°49′37″ зх. д. / 39.65778° пн. ш. 8.82694° зх. д.                                 | 1386—1517              | 1983                         | i, ii       |
| 4  | 265      |            | Монастир Христа в Томарі (порт. Convento de Cristo em Tomar) | Округ Сантарен, місто Томар 39°36′17″ пн. ш. 8°25′3″ зх. д. / 39.60472° пн. ш. 8.41750° зх. д.                                 | XII століття           | 1983                         | i, vi       |
| 5  | 361      |            | Історичний центр міста Евора (порт. Centro Histórico de Évora) | Округ Евора, місто Евора 38°34′23″ пн. ш. 7°54′28″ зх. д. / 38.57306° пн. ш. 7.90778° зх. д.                                   | 80—72 рр. до н. е.     | 1986                         | ii, iv      |
| 6  | 505      |            | Алкобаський монастир (порт. Mosteiro de Alcobaça) | Округ Лейрія, місто Алкобаса 39°33′0″ пн. ш. 8°58′36″ зх. д. / 39.55000° пн. ш. 8.97667° зх. д.                                | 1153                   | 1989                         | i, iv       |
| 7  | 723      |            | Культурний ландшафт міста Сінтра (порт. Paisagem Cultural de Sintra) | Округ Лісабон, місто Сінтра 38°47′0″ пн. ш. 9°25′0″ зх. д. / 38.78333° пн. ш. 9.41667° зх. д.                                  | XI століття            | 1995                         | ii, iv, v   |
| 8  | 755      |            | Історичний центр Порту. Міст Луїза I, і Монастир Серра-до-Піллар (порт. Centro Histórico de Porto. Ponte de Dom Luís I e Mosteiro dos Serra do Pilar)                                                                                                | Північний регіон, місто Порту 41°8′30″ пн. ш. 8°37′0″ зх. д. / 41.14167° пн. ш. 8.61667° зх. д.                                | IV століття            | 1996 (незначні зміни в 2016) | iv          |
| 9  | 866      |            | Доісторичне наскельне мистецтво в Доісторичні наскельні малюнки долини Коа і Сьєга-Верде (ісп. Sitios de arte rupestre prehistórico del valle del Côa y de Siega Verde, порт. Sítios de arte rupestre pré-histórica do Vale do Coa e de Siega Verde) | Неподалік міста Віла-Нова-де-Фош-Коа (спільно з Іспанією ) 40°41′51″ пн. ш. 6°39′40″ зх. д. / 40.69750° пн. ш. 6.66111° зх. д. | 20 тис. років до н. е. | 1998 (розширено в 2010)      | i, iii      |
| 10 | 934      |            | Лаурісілва Мадейри (порт. Laurissilva da Madeira) | Острів Мадейра 32°46′0″ пн. ш. 17°0′0″ зх. д. / 32.76667° пн. ш. 17.00000° зх. д.                                              | —                      | 1999                         | ix, x       |
| 11 | 1031     |            | Історичний центр Гімарайш (порт. Centro Histórico de Guimarães) | Округ Брага, місто Гімарайш 41°26′27″ пн. ш. 8°17′41″ зх. д. / 41.44083° пн. ш. 8.29472° зх. д.                                | 1096                   | 2001                         | ii, iii, iv |
| 12 | 1046     |            | Виноробний район Алту-Дору | Провінція Траз-уж-Монтіш і Алту-Дору 41°6′6″ пн. ш. 7°47′56″ зх. д. / 41.10167° пн. ш. 7.79889° зх. д.                         | —                      | 2001                         | iii, iv, v  |
| 13 | 1117     |            | Виноробний ландшафт острова Піку | Азорський автономний регіон, острів Піку 38°30′48″ пн. ш. 28°32′28″ зх. д. / 38.51333° пн. ш. 28.54111° зх. д.                 | —                      | 2004                         | iii, v      |
| 14 | 1367     |            | Прикордонний гарнізон Елваш і його укріплення | Округ Порталегре, місто Елваш 38°52′50″ пн. ш. 7°9′48″ зх. д. / 38.88056° пн. ш. 7.16333° зх. д.                               | XIII століття          | 2012                         | iv          |
| 15 | 1387     |            | Університети Коїмбра — Альта і Софія (порт. Universidade de Coimbra - Alta e Sofia) | Округ Коїмбра, місто Коїмбра 40°12′28.12″ пн. ш. 8°25′32.79″ зх. д. / 40.2078111° пн. ш. 8.4257750° зх. д.                     | 1290                   | 2013                         | ii, iv, vi  |

### Карта розташування
| Об'єкти світової спадщини ЮНЕСКО 1. Виноробний район Алту-Дору 2. Центральна зона міста Ангра-ду-Ероїшму 3. Монастир Христа 4. Культурний ландшафт міста Сінтра 5. Прикордонний гарнізон Елваш і його укріплення 6. Історичний центр міста Евора 7. Історичний центр Гімарайш 8. Історичний центр Порту 9. Виноробний ландшафт острова Піку 10. Лаурісілва Мадейри 11. Алкобаський монастир 12. Батальський монастир 13. Монастир єронімітів і башта Белен 14. Доісторичні наскельні малюнки долини Коа і Сьєга-Верде 15. Коїмбрський університет | 1 3 4 5 6 7 8 11 12 13 14 15class=notpageimage\| Місцезнаходження місць світової спадщини ЮНЕСКО на континентальній Португалії. | 2 9class=notpageimage\| Місцезнаходження місць світової спадщини ЮНЕСКО на Азорських островах 10class=notpageimage\| Місцезнаходження місць світової спадщини ЮНЕСКО на острові Мадейра |

## Попередній список
Попередній список — це перелік важливих культурних і природних об'єктів, що пропонуються включити до Списку всесвітньої спадщини. 2017 року уряд Португалії повністю переглянув попередній список і запропонував внести до переліку об'єктів Світової спадщини ЮНЕСКО 21 об'єкт, список яких поданий нижче.
| #  | № ЮНЕСКО | Зображення | Назва | Розташування | Час створення      | Рік внесення до списку | Критерії           |
| -- | -------- | ---------- | --- | --- | ------------------ | ---------------------- | ------------------ |
| 1  | 6207     |            | Історичний центр міста Гімарайнш і зона Корос (розширення) | Регіон: Північний Округ: Брага 41°26′24″ пн. ш. 8°17′35″ зх. д. / 41.440000° пн. ш. 8.293000° зх. д. | X століття         | 2017                   | iii, iv, v         |
| 2  | 6208     |            | Історична частина Лісабона | Регіон: Лісабон Округ: Лісабон 38°42′27″ пн. ш. 9°8′11″ зх. д. / 38.70750° пн. ш. 9.13639° зх. д. | XII—XVIII століття | 2017                   | i, ii, iii, iv, vi |
| 3  | 6209     |            | Мертола (порт. Mértola) | Регіон: Алентежу Округ: Бежа 37°38′15.55″ пн. ш. 7°39′54.27″ зх. д. / 37.6376528° пн. ш. 7.6650750° зх. д. | XII століття       | 2017                   | ii, iii, iv        |
| 4  | 6210     |            | Сільська місцевість Монтадо (порт. Montado) | — | —                  | 2017                   | iv, v, vi          |
| 5  | 6211     |            | Мафрський національний палац і заповідник Тапада-Насьянал-ді-Мафра (порт. Palácio e Tapada Nacional de Mafra)                                                                | Регіон: Лісабон Округ: Лісабон 38°56′13″ пн. ш. 9°19′35″ зх. д. / 38.936922° пн. ш. 9.326395° зх. д. | XVIII століття     | 2017                   | i, ii, iv, vi      |
| 6  | 6212     |            | Подорож Магеллана. Перше навколосвітнє плавання. | — | 1519–1522          | 2017                   | ii, iv, vi         |
| 7  | 6213     |            | Святилище доброго Ісуса на горі (Брага) (порт. Santuário do Bom Jesus do Monte (Braga))                                                                                      | Регіон: Північний Округ: Брага 41°33′16″ пн. ш. 8°22′40″ зх. д. / 41.55444° пн. ш. 8.37778° зх. д. | XVIII століття     | 2017                   | i, iv, v           |
| 8  | 6214     |            | Віла-Вісоза і мисливські угіддя Тапада-Реал (порт. Vila Viçosa. Tapada Real)                                                                                                 | Регіон: Алентежу Округ: Евора 38°46′44.25″ пн. ш. 7°25′4.37″ зх. д. / 38.7789583° пн. ш. 7.4178806° зх. д. | XIII століття      | 2017                   | ii, iv             |
| 9  | 6217     |            | Острови Селваженш (порт. Ilhas Selvagens) | Автономний регіон: Мадейра 30°06′18.637″ пн. ш. 15°56′39.553″ зх. д. / 30.10517694° пн. ш. 15.94432028° зх. д. | —                  | 2017                   | vii, viii, ix, x   |
| 10 | 6218     |            | Укріплені споруди кордону: Замок Елваш (порт. Castelo de Elvas) Алмейдівський замок Замок Марвао (порт. Castelo de Marvão) Укріплення Валенси (порт. Praça-forte de Valença) | Округ: Порталегре: Елваш 38°52′50.41″ пн. ш. 7°9′51.82″ зх. д. / 38.8806694° пн. ш. 7.1643944° зх. д. Округ: Гуарда: Алмейда 40°43′29″ пн. ш. 6°54′23″ зх. д. / 40.72472° пн. ш. 6.90639° зх. д. Округ: Порталегре: Елваш, Марван 39°23′37.58″ пн. ш. 7°23′34.81″ зх. д. / 39.3937722° пн. ш. 7.3930028° зх. д. Округ: Віана-ду-Каштелу: Валенса 42°10′40.93″ пн. ш. 8°38′40.96″ зх. д. / 42.1780361° пн. ш. 8.6447111° зх. д. | XIII—XVII століття | 2017                   | iv, vi             |
| 11 | 6221     |            | Акведук Агвас Лівріс (порт. Aqueduto das Águas Livres) | Регіон: Лісабон Округ: Лісабон 38°43′36.12″ пн. ш. 9°10′00.12″ зх. д. / 38.7267000° пн. ш. 9.1667000° зх. д. | XVIII століття     | 2017                   | i, ii, iv          |
| 12 | 6222     |            | Дорога Святого Якова в Португалії (порт. Caminhos de Santiago) | Регіон: Північний і Центральний | —                  | 2017                   | ii, iii, iv, vi    |
| 13 | 6223     |            | Римські руїни в Троя (порт. Ruínas romanas de Troia) | Регіон: Алентежу Округ: Сетубал 38°29′18.3″ пн. ш. 8°53′16″ зх. д. / 38.488417° пн. ш. 8.88778° зх. д. | I—IV століття      | 2017                   | iii, iv            |
| 14 | 6224     |            | Роботи Альвару Сіза Вієра в Португалії. | Порту, Лісабон, Евора, Авейру, Олівейра-де-Аземейш, Марку-де-Канавезеш, Кампу-Майор, Леса-де-Палмера, Матозінюш, Повуа-де-Варзін, Віла-ду-Конде, Овар, Сетубал | —                  | 2017                   | i, ii, iv          |
| 15 | 6225     |            | Південно-західне узбережжя Португалії (порт. Sudoeste Alentejano e Costa Vicentina)                                                                                          | Регіон: Алгарве Округ: Фару | —                  | 2017                   | viii, ix, x        |
| 16 | 6226     |            | Байша (порт. Baixa Pombalina) — історичний район Лісабона | Регіон: Лісабон Округ: Лісабон 38°42′27″ пн. ш. 9°8′11″ зх. д. / 38.70750° пн. ш. 9.13639° зх. д. | XVIII століття     | 2017                   | i, ii, iv, vi      |
| 17 | 6227     |            | Монастир кармелітів і лісовий масив Буссако (порт. Mata e serra do Buçaco)                                                                                                   | Регіон: Центральний Округ: Авейру 40°22′34.56″ пн. ш. 8°21′56.48″ зх. д. / 40.3762667° пн. ш. 8.3656889° зх. д. | XIII століття      | 2017                   | ii, iii, iv        |
| 18 | 6228     |            | Головний офіс і сад фундації Галуста Гюльбекяна (порт. Fundação Calouste Gulbenkian)                                                                                         | Регіон: Лісабон Округ: Лісабон 38°44′12″ пн. ш. 9°09′15″ зх. д. / 38.73667° пн. ш. 9.15417° зх. д. | 1969               | 2017                   | i, ii, iv, vi      |
| 19 | 6230     |            | Левади острова Мадейра (порт. Levadas da Madeira) | Регіон: Мадейрський автономний регіон 32°22′20″ пн. ш. 16°16′30″ зх. д. / 32.37222° пн. ш. 16.27500° зх. д. | XVI століття       | 2017                   | i, ii, iv, v       |
| 20 | 6231     |            | Серединно-Атлантичний хребет | — | —                  | 2017                   | vii, viii, ix, x   |
| 21 | 6256     |            | Місця глобалізації в Португалії | Лагуш, Сагреш, Сілвеш, Фуншал, Ангра-ду-Ероїшму, Віла-ду-Порту | —                  | 2017                   | ii, iv, vi         |

### Попередній список станом на початок січня 2017 року
Попередній перелік важливих культурних і природних об'єктів, що пропонуються урядом Португалії включити до переліку об'єктів всесвітньої спадщини ЮНЕСКО, станом на початок січня 2017 року мав інший вигляд і містив 11 об'єктів. Їхній перелік наведено у таблиці нижче. Проте 31 січня 2017 року урядом Португалії перелік було істотно переглянуто та оновлено (дивись у таблиці вище).
| #  | № ЮНЕСКО | Зображення | Назва | Розташування                                                          | Час створення  | Рік внесення до списку | Критерії         |
| -- | -------- | ---------- | --- | --------------------------------------------------------------------- | -------------- | ---------------------- | ---------------- |
| 1  | 562      |            | Історичний центр міста Сантарен (порт. Centro Histórico de Santarém)                                          | Провінція: Рібатежу Округ: Сантарен                                   | XI століття    | 1996                   | не вказані       |
| 2  | 565      |            | Печера Алгар-ду-Карван (порт. Algar do Carvão)                                                                | Автономний регіон: Азорські острови Найближче місто: Ангра-ду-Ероїшму | —              | 1996                   | не вказані       |
| 3  | 566      |            | Печера Фурна-ду-Еншофре (порт. Furna do Enxofre)                                                              | Автономний регіон: Азорські острови Найближче поселення: Луш          | —              | 1996                   | не вказані       |
| 4  | 1428     |            | Місто Марван зі скелястою горою (порт. Marvão)                                                                | Регіон: Алентежу Субрегіон: Верхнє Алентежу Округ: Порталегре         | XIII століття  | 2000                   | iv, v            |
| 5  | 1742     |            | Острови Селваженш (порт. Ilhas Selvagens)                                                                     | Автономний регіон: Мадейра                                            | —              | 2002                   | x                |
| 6  | 1979     |            | Південно-західне узбережжя Португалії (порт. Sudoeste Alentejano e Costa Vicentina)                           | Регіон: Алгарве Округ: Фару                                           | —              | 2004                   | viii, ix, x      |
| 7  | 1980     |            | Байша (порт. Baixa Pombalina) — історичний район Лісабона                                                     | Регіон: Лісабон Округ: Лісабон                                        | XVIII століття | 2004                   | i, ii, iv, v, vi |
| 8  | 1981     |            | Мафрський національний палац і заповідник Тапада-Насьянал-ді-Мафра (порт. Palácio e Tapada Nacional de Mafra) | Регіон: Лісабон Округ: Лісабон                                        | XVIII століття | 2004                   | i, ii, iv        |
| 9  | 1984     |            | Монастир кармелітів і лісовий масив Буссако (порт. Mata e serra do Buçaco)                                    | Регіон: Центральний Округ: Авейру                                     | XIII століття  | 2004                   | не вказані       |
| 10 | 1985     |            | Природний парк Аррабіда (порт. Parque Natural da Arrábida)                                                    | Регіон: Лісабон Округ: Сетубал Найближче місто: Сетубал               | —              | 2004                   | vii, viii, ix, x |
| 11 | 5255     |            | Стежки динозаврів в Португалії (порт. ICNITOS de Dinossáurios)                                                | Регіон: Лісабон Провінція: Рібатежу Округ: Сантарен, Сетубал          | —              | 2008                   | vii, viii        |